# 5709-es mellékút (Magyarország)
Az 5709-es mellékút egy csaknem 12 kilométeres hosszúságú, négy számjegyű mellékút Baranya vármegye déli részén; Siklós vonzáskörzetében, a várostól délre köt össze néhány, az országhatár közelében fekvő, kisebb települést, Kistapolcától Matty község északi részéig húzódva.

## Nyomvonala
Kistapolca belterületének keleti széle közelében, de még külterületen indul, az 5708-as útból kiágazva, annak a 2+850-es kilométerszelvényénél, alig néhány lépésre az út és a Középrigóc–Villány-vasútvonal beremendi szárnyvonala keresztezésétől. Nyugat felé indul és alig száz méter után eléri Kistapolca első házait; a faluban a Szabadság utca nevet viseli. Az első kilométere közelében kilép a belterületről, s nem sokkal arrébb már a község határai közül is, onnan Siklósnagyfalu területén folytatódik.
Nagyjából a 2. és 3. kilométerei között halad végig ez utóbbi település belterületén, ahol több irányváltás ellenére végig Kossuth Lajos utca a neve. 3,2 kilométer után Egyházasharaszti határai közé ér, e községet 4,5 kilométer után éri el. A lakott terület keleti szélén kiágazik belőle déli irányban az Oldra vezető 57 122-es számú mellékút; belterületi szakasza ebben a faluban is Kossuth Lajos nevét viseli. A hatodik kilométere közelében, időlegesen délnyugatnak fordulva hagyja el Egyházasharasztit, majdnem pontosan a hetedik kilométerétől pedig Alsószentmárton határai közt húzódik tovább.
Kevéssel a 8. kilométerének teljesítése előtt éri el utóbbi község első házait, ott egy darabig délnek fordulva halad, ugyancsak Kossuth utca néven. A központot elérve nyugatnak fordul és a Petőfi utca nevet veszi fel, így is lép ki a lakott területről, 9,1 kilométer után. 10,2 kilométert követően éri el az útjába eső utolsó község, Matty határszélét, melyet már északnyugati irányba fordulva szel át. E község lakott területének északi szélétől alig száz méterre északra, de külterületen ér véget, beletorkollva az 5712-es útba, annak csaknem pontosan a 8. kilométerénél.
Teljes hossza, az országos közutak térképes nyilvántartását szolgáló kira.kozut.hu adatbázisa szerint 11,951 kilométer.

## Települések az út mentén
- Kistapolca
- Siklósnagyfalu
- Egyházasharaszti
- Alsószentmárton
- (Matty)